# Museum der Geschichte Madrids

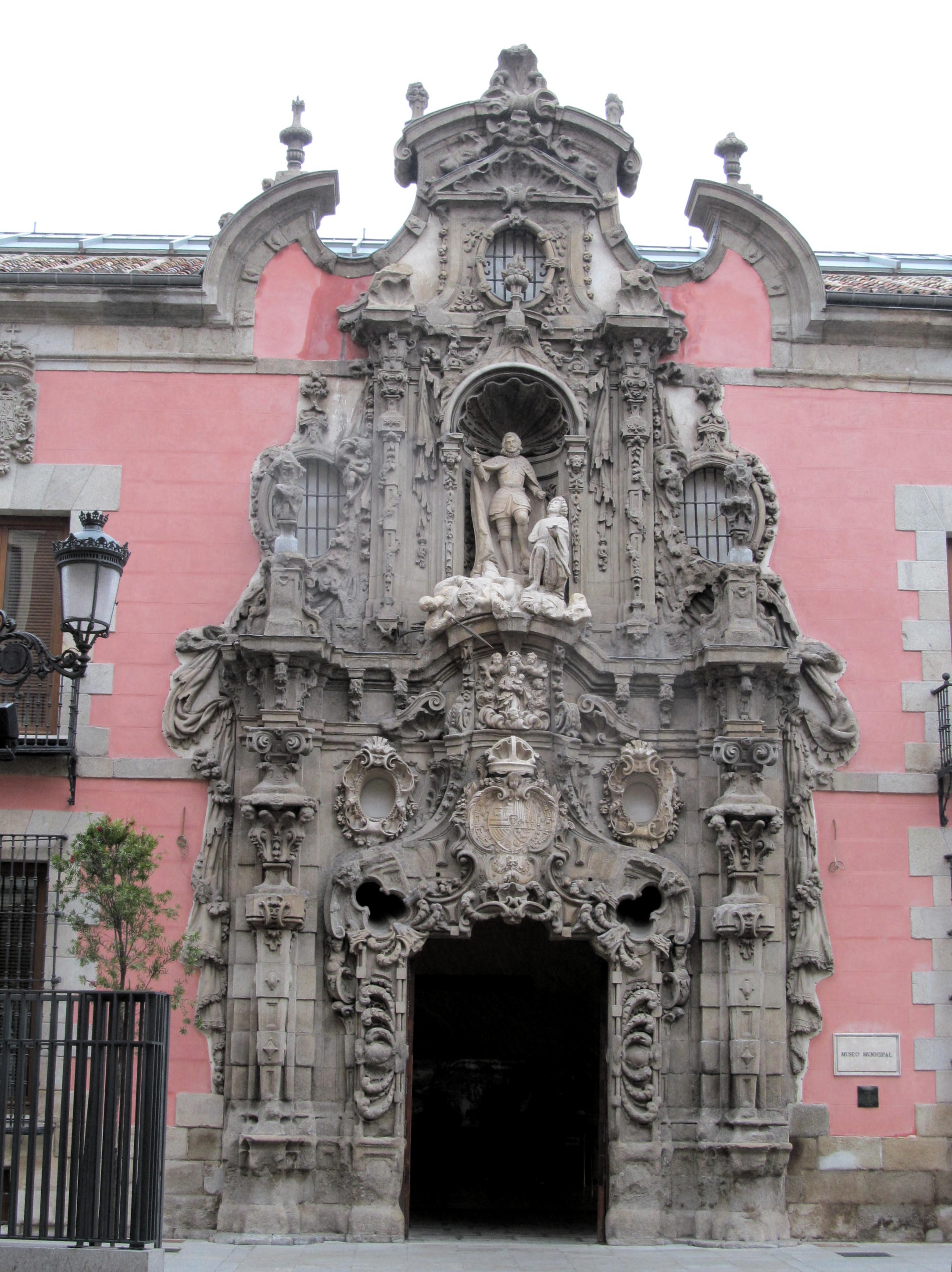
Fassade des ehemaligen Hospiz von San Fernando, heute Museum der Geschichte von Madrid

Das Museum der Geschichte Madrids (spanisch Museo de Historia de Madrid) ist ein städtisches Museum, das der Geschichte der Stadt Madrid gewidmet ist. Das Museum ist 1929 eröffnet worden (ursprünglich Museo Municipal) und ist im ehemaligen Königlichen Hospiz von San Fernando (Real Hospicio de San Fernando), einem Barockbau des angehenden 18. Jahrhunderts des Architekten Pedro de Ribera, angesiedelt.

## Gebäude
Das Königliche Hospiz von San Fernando geht zurück auf die Arbeit des 1988 kannonisierten Ordensmann Simón de Rojas, der im Jahr 1612 die Congregación de los Esclavos del Dulcísimo nombre de María (Diener des süßesten Namens Maria) gründete, um Bettler und andere Notständige zu betreuen; diese Kongregation gründete 1668 ein Armenhaus, das unter Schirmherrschaft von Maria Anna von Österreich, zweite Frau des spanischen Königs Philipp IV., 1674 an die Straße Fuencarral verlegt wurde; hier wurde ab 1721 (Fertigstellung 1725) unter Anleitung des Architekten Pedro de Ribera das aktuelle Gebäude errichtet, das mit seiner Hauptfassade als eines der repräsentativsten Bauten des spätbarocken Churriguera-Stils gilt.
Der gesamte Gebäudekomplex wurde bereits 1919 unter Schutz gestellt; 1922 stellte das Hospiz aber seine Arbeit ein und das Gebäude drohte ohne weitere Verwendung zu verfallen; auf Betreiben der Real Academia de Bellas Artes de San Fernando wurde das Gebäude 1926 nach einer ersten Restaurierung für eine groß angelegte Ausstellung zur Geschichte Madrids genutzt; diese wurde Grundstein des ab 1929 geöffneten Museo Municipal. Das Museum wurde 2002 für eine Kernsanierung und vollkommenen Neugestaltung geschlossen und öffnete erst im Dezember 2014 unter dem neuen Namen Museo historico de Madrid wieder.

## Sammlung
Das Museum deckt die Geschichte Madrids ab dem 16. Jahrhundert ab, als Madrid zur spanischen Hauptstadt erklärt wurde – die städtischen Sammlungen für die ältere Geschichte Madrids sind im Museum von San Isidro ausgestellt. Die Sammlungen des Museums sind auf insgesamt 14 Räume verteilt und zeichnen sich durch ihre typologische und thematische Vielfalt aus. Sehr bemerkenswert sind Gemälde, Skulpturen, Möbel, Fächer des 18. und 19. Jahrhunderts, Pläne, Modelle, Porzellan der Fabriken von Buen Retiro und Moncloa, sowie Silberwaren.

## Galerie

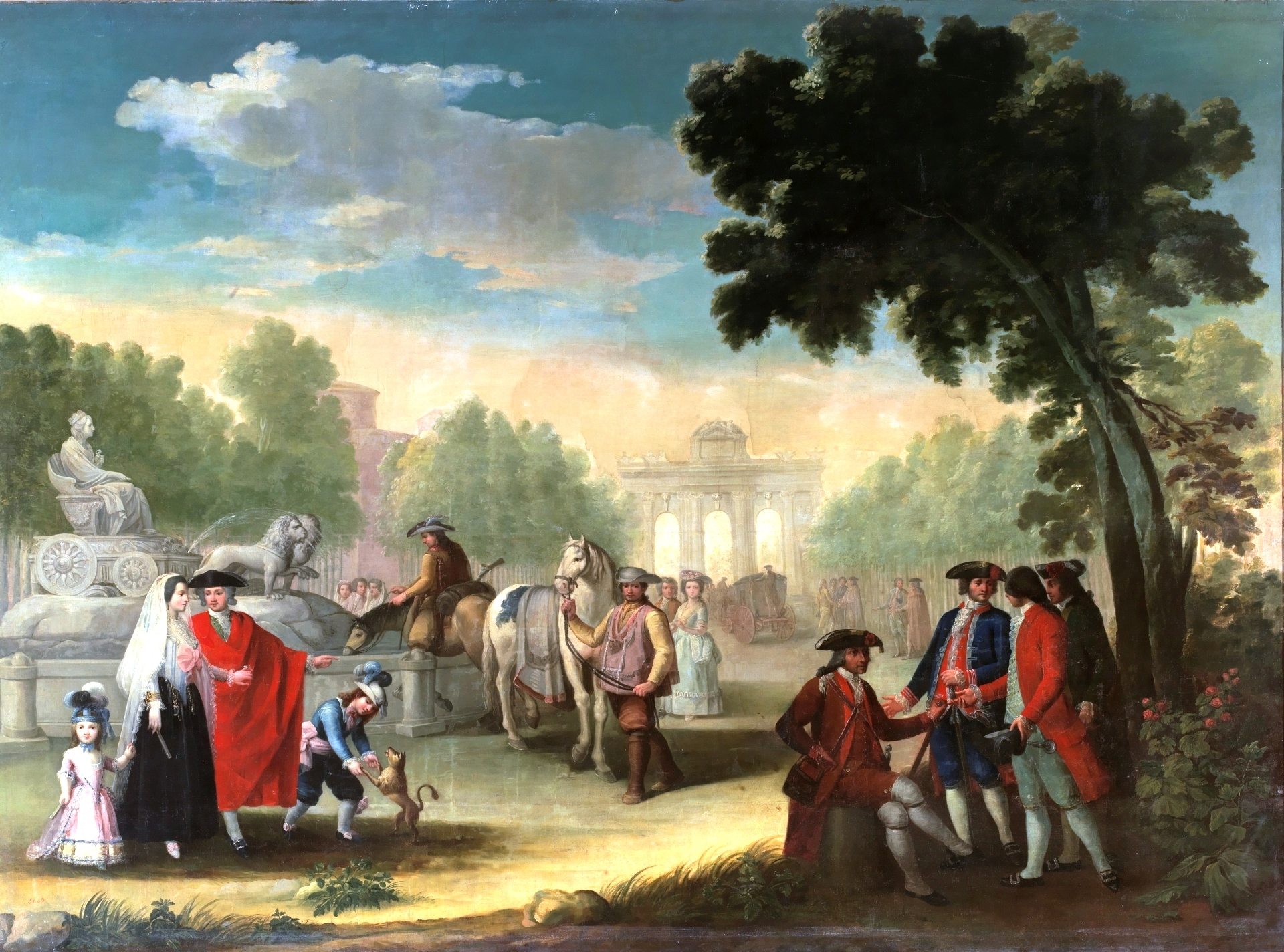
Ansicht der Puerta de Alcalá von Cibeles aus gesehen (1785), von Ginés Andrés de Aguirre
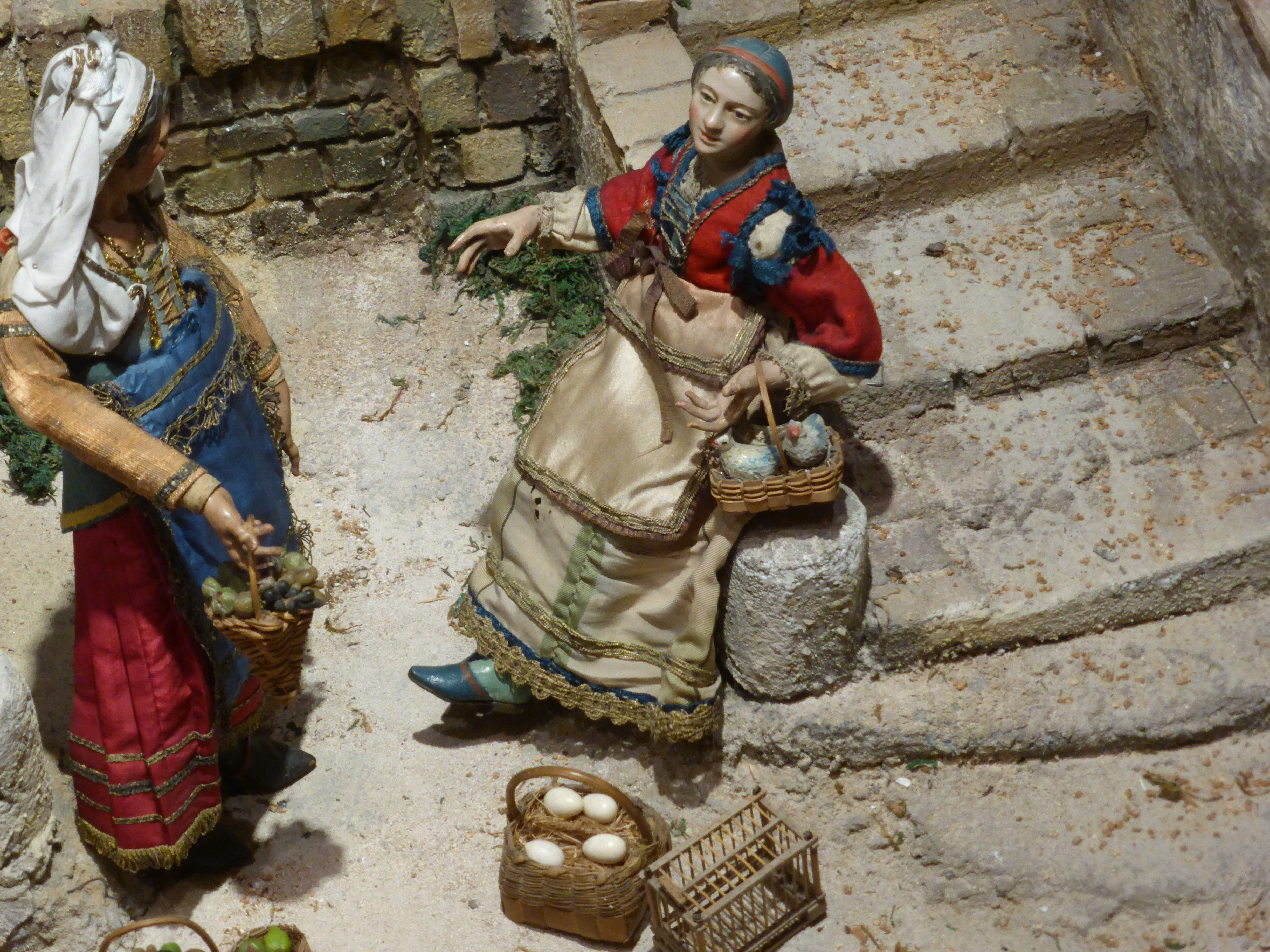
Barocke neapolitanische Krippenfiguren (18. Jahrhundert)
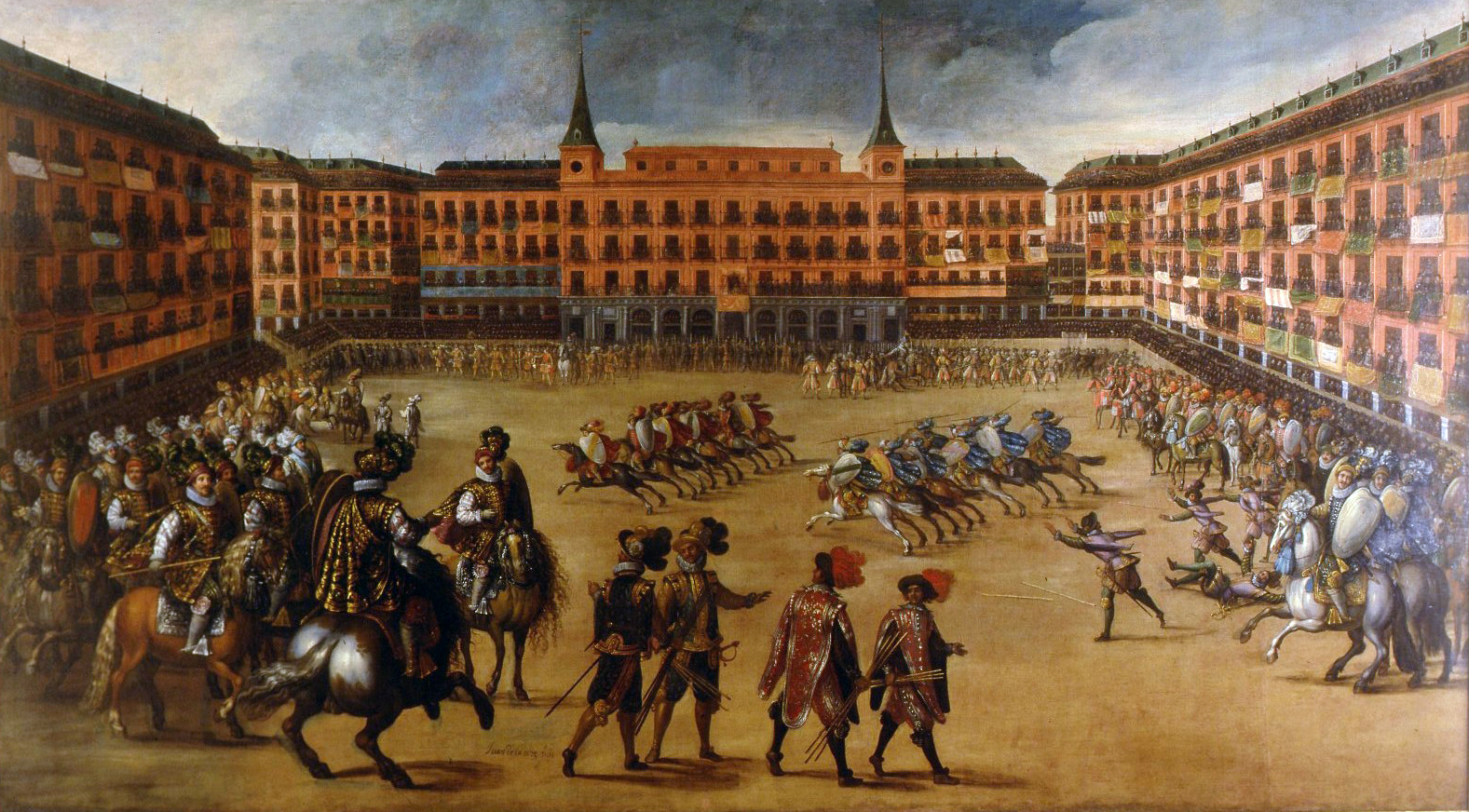
Festlichkeiten auf der Plaza Mayor von Juan de la Corte (17. Jahrhundert)
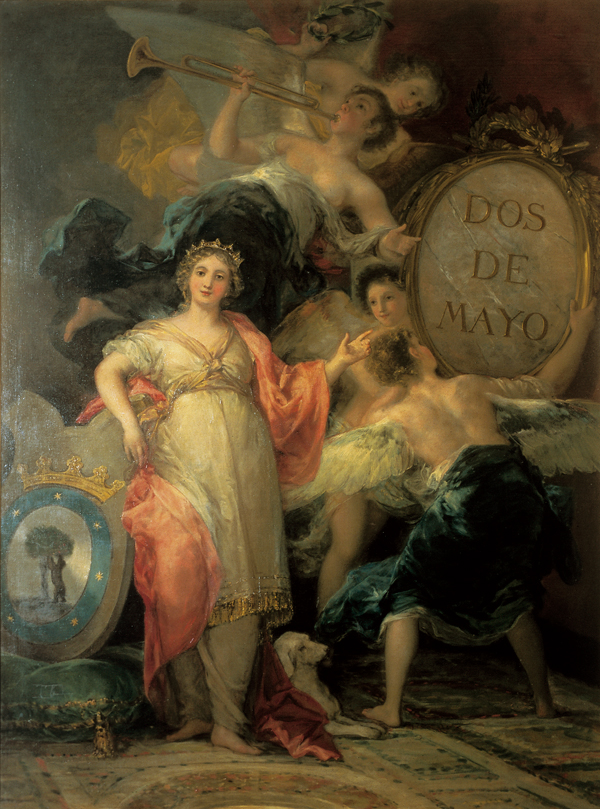
Allegorie der Stadt Madrid von Goya
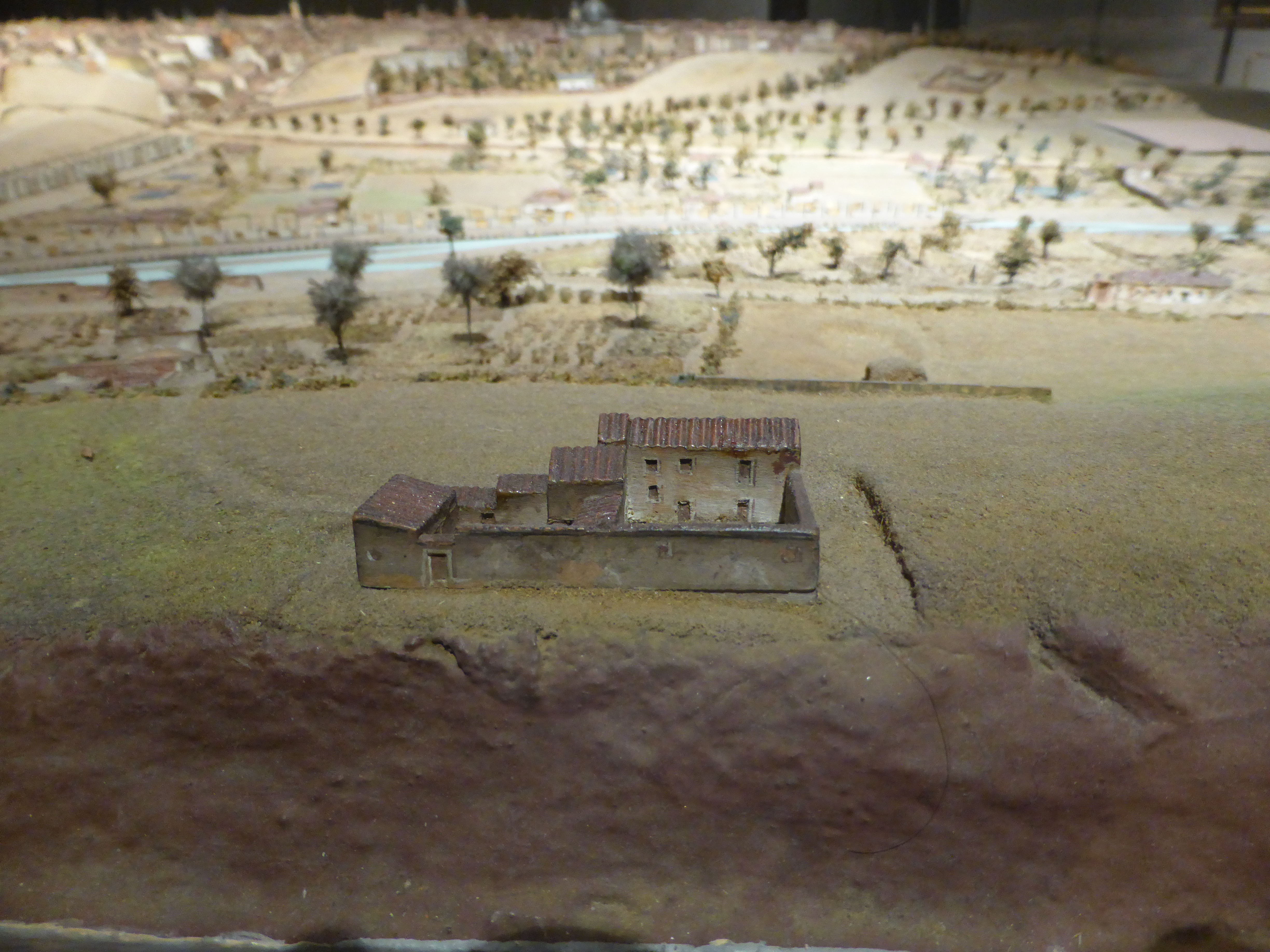
Haus Goyas; Detailansicht eines Grossmodells der Stadt von 1830